# Valentin Iglinskij
Valentin Gennad'evič Iglinskij (in russo Валентин Геннадьевич Иглинский?; Celinograd, 12 maggio 1984) è un ex ciclista su strada kazako.

## Biografia
È il fratello minore di Maksim Iglinskij, anch'egli ciclista.

## Carriera
Nel 2014 è stato trovato positivo all'EPO in seguito a un controllo effettuato durante l'Eneco Tour; subito licenziato dall'Astana, viene squalificato per quattro anni dalla Federazione kazaka, ponendo così fine alla sua carriera.

## Palmarès

### Strada
- 2006 (Cycling Team Capec, una vittoria)

6ª tappa Tour of Hainan (Danzhou > Haikou)
- 2007 (Cycling Team Capec, quattro vittorie)

2ª tappa Tour of Japan (Nara > Nara)
4ª tappa Tour of Japan (Minami Shinshu > Minami Shinshu)
1ª tappa Tour de Bulgarie (Plovdiv > Smoljan)
2ª tappa Tour de Bulgarie (Ardino > Svilengrad)
- 2008 (Ulan, tre vittorie)

2ª tappa Tour du Loir-et-Cher (Mer > Nouan-le-Fuzelier)
3ª tappa Vuelta a Navarra (San Adrián > Alsasua)
6ª tappa Vuelta a Navarra (Pamplona > Pamplona)
- 2009

1ª tappa Tour de Kumano (Akagi River > Akagi River)
2ª tappa Tour de Kumano (Kumano > Kumano)
3ª tappa Tour de Kumano (Taiji > Taiji)
Classifica generale Tour de Kumano
1ª tappa Tour de Serbie (Novi Grad > Belgrado)
3ª tappa Tour de Serbie (Divčibare > Novi Pazar)
7ª tappa Tour de Serbie (Kragujevac > Kragujevac)
4ª tappa Tour of Qinghai Lake (Xining > Qinghai Lake)
5ª tappa Tour of Qinghai Lake (Qinghai Lake > Bird Island)
4ª tappa Tour de Bulgarie (Razgrad > Burgas)
5ª tappa Tour de Bulgarie (Karnobat > Buzludža)
- 2010 (Astana, due vittorie)

2ª tappa Tour of Hainan (Sanya > Wuzhishan)
Classifica generale Tour of Hainan
- 2011 (Astana, tre vittorie)

2ª tappa Presidential Cycling Tour of Turkey (Kuşadası > Turgutreis)
8ª tappa Tour of Hainan (Dongfang > Sanya)
Classifica generale Tour of Hainan

#### Altri successi
- 2007 (Cycling Team Capec)

Classifica a punti Tour of Japan
Classifica a punti Tour de Bulgarie
- 2008 (Ulan)

Classifica a punti Vuelta a Navarra
Classifica scalatori Tour of Hainan
- 2009

Criterium Haaltert
- 2010 (Astana)

Classifica a punti Tour of Hainan

## Piazzamenti

### Grandi Giri
- Giro d'Italia

2010: ritirato (11ª tappa)
- Vuelta a España

2010: 153º

### Classiche monumento
- Parigi-Roubaix

2011: ritirato
2012: ritirato
2013: ritirato
2014: 137º
- Giro delle Fiandre

2010: ritirato
2012: ritirato
2013: ritirato
2014: ritirato

### Competizioni mondiali
- Campionati del mondo

Mendrisio 2009 - In linea Elite: ritirato
Melbourne 2010 - In linea Elite: ritirato